# Bouquet (Santa Fe)
Bouquet is een plaats in het Argentijnse bestuurlijke gebied  Belgrano in de provincie Santa Fe. De plaats telt 1445 inwoners.

## Geboren
- Roberto Abbondanzieri (1972), voetballer